# 닝중옌
닝중옌(중국어 간체자: 宁忠岩, 정체자: 寧忠岩, 병음: Níng Zhōngyán, 한자음: 영충암, 1999년 11월 3일~)은 중화인민공화국의 스피드스케이팅 선수이다.  2022년 동계 올림픽에 참가했으며 세계 종목별 선수권 대회에서 금메달 1개, 은메달 2개, 세계 스프린트 선수권 대회에서 금메달 1개를 획득했다.